# Lobothorax laevis
Lobothorax laevis là một loài chân đều trong họ Cymothoidae. Loài này được Richardson miêu tả khoa học năm 1910.